# コスモテル
コスモテル（Cosmotel）は、指揮者ヘルベルト・フォン・カラヤンが音楽の映像化をめざして、1965年に設立した映像制作会社。会社創設時におけるコスモテルの業務内容として「音楽映画の制作・配給・鑑賞」とある。

## 概要
カラヤンがいつ頃から音楽の映像化に取り組む考えを抱いていたかは不明だが、1959年（昭和34年）にウィーン・フィルハーモニー管弦楽団と初の日本公演を行った際、NHKの最新技術によって演奏会の様子がテレビ放送され、多くの人々がその演奏を楽しんでいることを知ったのが発端と言われる。初期の協力者として、フランスの映画監督アンリ＝ジョルジュ・クルーゾーを招き、シューマンの交響曲第4番を皮切りに映像制作を開始した。クルーゾーとカラヤンの協力関係は2年ほどで解消され、以後はカラヤン主導のもとで映像制作が進められていく。
カラヤンがめざした音楽の映像化は未来を見据えた事業ではあったが、いささか時代を先取りしすぎていた面があった。コスモテルでの事業は財政的に失敗してしまい、1967年（昭和42年）からはミュンヘンにある音楽・映画制作会社ユニテルと、さらに1982年には自身設立の映像制作会社テレモンディアルとともに音楽の映像化に取り組んでいくことになる。

## コスモテル制作の映像作品
特に注記がない場合は、オーケストラは手兵ベルリン・フィルハーモニー管弦楽団である。
- プッチーニ：歌劇「ラ・ボエーム」(1964年4月）
ミラノ・スカラ座管弦楽団 映像監督：ヴェルナー・クリーン
- シューマン：交響曲第4番(1965年11月）
ウィーン交響楽団 映像監督：アンリ＝ジョルジュ・クルーゾー
- モーツァルト：ヴァイオリン協奏曲第5番「トルコ風」(1966年1月）
ウィーン交響楽団 映像監督：アンリ＝ジョルジュ・クルーゾー
- ベートーヴェン：交響曲第5番「運命」（1966年1月）
映像監督：アンリ＝ジョルジュ・クルーゾー
- ドヴォルザーク：交響曲第9番「新世界より」（1966年1月）
映像監督：アンリ＝ジョルジュ・クルーゾー
- ヨハン・ゼバスティアン・バッハ：ブランデンブルク協奏曲第3番&管弦楽組曲第2番（1967年）
映像監督：フランソワ・ライシェンバッハ
- ビゼー：歌劇「カルメン」（1967年）
ウィーン・フィルハーモニー管弦楽団 映像監督：エルンスト・ヴィルト、フランソワ・ライシェンバッハ
- ヴェルディ：レクィエム（1967年1月）
ミラノ・スカラ座管弦楽団 映像監督：アンリ＝ジョルジュ・クルーゾー
クルーゾーとの最後の映像作品にして、初のカラー収録。
- チャイコフスキー：ピアノ協奏曲第1番（1967年4月）
映像監督：エイケ・ファルク
- モーツァルト：戴冠式ミサ（1967年5月）
トリノ・イタリア放送交響楽団 映像監督：アンリ＝ジョルジュ・クルーゾー
- レオンカヴァルロ：歌劇「道化師」（1968年1月）
ミラノ・スカラ座管弦楽団 映像監督：エルンスト・ヴィルト
- マスカーニ：歌劇「カヴァレリア・ルスティカーナ」（1968年1月）
ミラノ・スカラ座管弦楽団 映像監督：エルンスト・ヴィルト
- ベルリオーズ：幻想交響曲（1971年6月）
パリ管弦楽団　映像監督：ロジャー・ベナムー

のちのユニテル、テレモンディアルの映像作品と比べて、共演したオーケストラがバラエティに富んでいる。映像手法的には、コンサートをそのままライブ収録したものはなく、音楽そのものの映像化をめざして試行錯誤を重ねていたことがうかがえる。しかし、楽員の背中越しにカラヤンを映し出す手法や逆光の中にカラヤンの姿を映えさせる手法、ハープの弦をすだれのように透かしてカラヤンを映し出す手法、楽員の手元や楽器をアップで撮影する手法など、その後のカラヤンの映像作品に多用された手法がすでに用いられていることは興味深い。
コスモテル制作の映像作品についてはレパートリーや収録方法など不明な点が多く、今後いくつかの未発表作品が新たに世に出てくることも考えられる。